# Paloma Picasso
Anne Paloma Picasso Gilot, més coneguda com a Paloma Picasso   (Valàuria, 19 d'abril de 1949), és una empresària i dissenyadora de moda francoespanyola. És especialment coneguda pels seus dissenys de joies i per la marca de perfum que porta el seu nom.
És filla del mundialment conegut artista espanyol Pablo Picasso. La seva mare és la també pintora i escriptora francesa Françoise Gilot. Els seus altres germans són Claude, Paulo i Maya Picasso. El seu nom, Paloma, s'associa immediatament amb el símbol que va dissenyar el seu pare per al Congrés Mundial de la Pau, celebrat a París el mateix any en què va néixer Paloma, i que es pot trobar en moltes de les obres del seu pare. Paloma Picasso viu a Lausana (Suïssa).

## Carrera

### Joieria
La carrera de Paloma Picasso al món de la joieria va començar el 1968, quan era dissenyadora de roba a París. Els collarets de fantasia que creava per ser venuts en petits mercats van cridar l'atenció dels crítics, i la van dur a iniciar la seva formació en cursos de joieria. Poc després, Yves Saint-Laurent la va convidar a dissenyar complements per una de les seves col·leccions, i el 1971 ja estava treballant per a la joieria grega Zolotas.
Va dissenyar també escenaris per a l'autor i director teatral Rafael López-Cambil (també conegut com a Rafael López-Sánchez, amb qui es casaria temps després).
El 1980 Picasso va començar a dissenyar per Tiffany & Co. de Nova York, feina que continua desenvolupant. En les seves primeres creacions combinava el color amb una àmplia varietat de pedres, amb audaços dissenys. Va començar a utilitzar el símbol del colom i el color vermell com el seu segell personal, un fet que continuaria fent durant tota la seva carrera.

### Perfums
Amb el temps, Paloma Picasso va començar a diversificar la seva activitat cap a nous camps del disseny. El 1984 va començar a introduir-se al món dels perfums, i va crear el molt reeixit "Paloma", per a L'Oréal. El seu marit, López-Cambil, va potenciar la imatge visual del producte amb un empaquetat en vermell i negre i la característica forma de l'envàs. En un article publicat a The New York Times, Paloma va definir el seu perfum com "el més adequat per a dones fortes" com ella. Aquest mateix any va començar a fabricar-se una línia de bany que incloïa loció corporal, maquillatge, gel de bany i sabó.
L'any 2000, Paloma Picasso, famosa pels seus atrevits dissenys, va donar un gir a la seva carrera. Els colors primaris van donar pas al gris, al daurat i a l'ocre. Aquest canvi es va veure també reflectit en la imatge personal de la dissenyadora.

### Actuació
Picasso va perdre, durant un temps, l'interès pel disseny després de la mort del seu pare el 1973, i aleshores va interpretar el paper de la comtessa Elisabet Bathory en la pel·lícula eròtica Contes immoraux, del director polonès Walerian Borowczyk, rebent elogis de la crítica per la seva bellesa. No ha tornat a actuar.